# Laguna Indiquique
La laguna Indiquique es una laguna de Bolivia, ubicada en la región de la Amazonía. Administrativamente se encuentra en el municipio de Ascensión de Guarayos de la provincia de Guarayos en el departamento de Santa Cruz. Se encuentra a una altitud de 164 m. s. n. m., con un largo de 2,68 km, un ancho de 2,51 km, y una superficie de 3 km². La laguna está a 3,4 km al oeste del río Blanco.